# Englesqueville-la-Percée

Englesqueville-la-Percée este o comună în departamentul Calvados, Franța. În 1 ianuarie 2022 avea o populație de 93 de locuitori.